# Талдисай (Улитауський район)
Талдиса́й (каз. Талдысай) — село у складі Улитауського району Улитауської області Казахстану. Входить до складу сільського округу імені Мукана Іманжанова.
Населення — 21 особа (2021; 75 у 2009, 116 у 1999, 117 у 1989).
Національний склад станом на 1989 рік:
- казахи — 100 %.